# Опенда, Лоис
Икома́ Лои́с Опенда́ (фр. Ikoma-Loïs Openda; 16 февраля 2000 года, Льеж, Бельгия) — бельгийский футболист, нападающий немецкого клуба «РБ Лейпциг» и сборной Бельгии. Участник чемпионата мира 2022 и чемпионата Европы 2024.

## Клубная карьера
Опенда является воспитанником академии «Брюгге». С сезона 2018/19 привлекается к тренировкам с основной командой. 10 августа 2018 года дебютировал в Лиге Жюпиле в поединке против «Кортрейка», выйдя на замену на 80-й минуте вместо Йелле Воссена.
В июле 2022 года перешёл во французский «Ланс», подписав с клубом пятилетний контракт. 7 августа дебютировал за «Ланс», выйдя в стартовом составе матча Лиги 1 против «Бреста». 20 августа забил свой первый гол за новый клуб в матче Лиги 1 в ворота «Монако». 28 октября, выйдя на 56-й минуте замену в матче Лиги 1 против «Тулузы», отличился первым хет-триком за «Ланс». На это ему понадобилось 34-й минуты и он стал лишь 4-м игроком Лиги 1 в 21 столетии, оформивший хет-трик после выхода на замену.

## Карьера в сборной
Также Опенда являлся игроком юношеских сборных Бельгии различных возрастов. Принимал участие в отборочных играх к юношеским чемпионатам Европы до 17 и 19 лет. Участвовал в чемпионате Европы 2016 года среди юношей до 17 лет. На турнире провёл все четыре встречи, забил один гол, в стартовом матче турнира против юношей из Шотландии.
10 ноября 2022 года был включён в официальную заявку сборной Бельгии для участия в матчах чемпионата мира 2022 года в Катаре.

## Достижения

### Командные
«Брюгге»
- Чемпион Бельгии: 2019/20

«РБ Лейпциг»
- Обладатель Суперкубка Германии: 2023

## Статистика
| Выступление      | Выступление      | Выступление      | Чемпионат | Чемпионат | Кубки | Кубки | Еврокубки | Еврокубки | Прочие | Прочие | Итого | Итого |
| Клуб             | Лига             | Сезон            | Игры      | Голы      | Игры  | Голы  | Игры      | Голы      | Игры   | Голы   | Игры  | Голы  |
| ---------------- | ---------------- | ---------------- | --------- | --------- | ----- | ----- | --------- | --------- | ------ | ------ | ----- | ----- |
| Брюгге           | Про-лига         | 2018/19          | 20        | 4         | 1     | 0     | 7         | 0         | 0      | 0      | 28    | 4     |
| Брюгге           | Про-лига         | 2019/20          | 15        | 0         | 3     | 0     | 7         | 1         | 0      | 0      | 25    | 1     |
| Брюгге           | Итого            | Итого            | 35        | 4         | 4     | 0     | 14        | 1         | 0      | 0      | 53    | 5     |
| Витесс           | Эредивизи        | 2020/21          | 33        | 10        | 5     | 3     | 0         | 0         | 0      | 0      | 38    | 13    |
| Витесс           | Эредивизи        | 2021/22          | 37        | 19        | 2     | 1     | 11        | 4         | 0      | 0      | 50    | 24    |
| Витесс           | Итого            | Итого            | 70        | 29        | 7     | 4     | 11        | 4         | 0      | 0      | 88    | 37    |
| Ланс             | Лига 1           | 2022/23          | 38        | 21        | 4     | 0     | 0         | 0         | 0      | 0      | 42    | 21    |
| Ланс             | Итого            | Итого            | 38        | 21        | 4     | 0     | 0         | 0         | 0      | 0      | 42    | 21    |
| РБ Лейпциг       | Бундеслига       | 2023/24          | 34        | 24        | 3     | 0     | 8         | 4         | 0      | 0      | 45    | 28    |
| РБ Лейпциг       | Бундеслига       | 2024/25          | 5         | 3         | 1     | 1     | 1         | 0         | 0      | 0      | 7     | 4     |
| РБ Лейпциг       | Итого            | Итого            | 39        | 27        | 4     | 1     | 9         | 4         | 0      | 0      | 52    | 32    |
| Всего за карьеру | Всего за карьеру | Всего за карьеру | 182       | 81        | 19    | 5     | 34        | 9         | 0      | 0      | 235   | 95    |